# Повітрянодесантні війська Італії

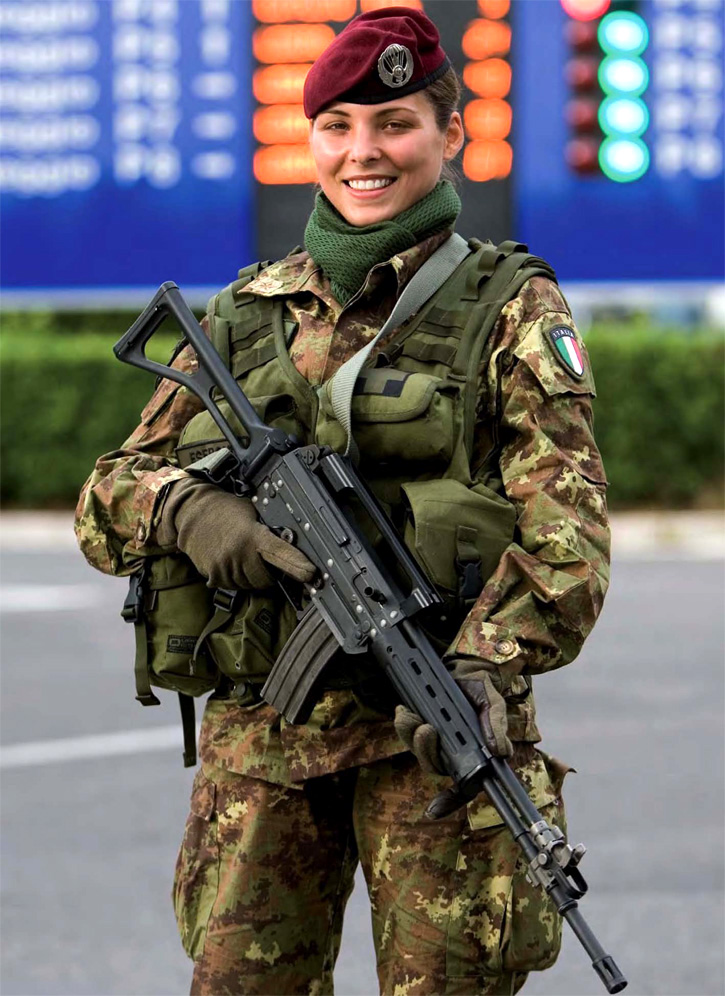
Солдат повітряно-десантної бригади «Фольгоре» на забезпечення безпеки на Зимових Олімпійських іграх 2006 року. Турин

Пові́тряно-деса́нтні війська́ Італії (італ. Paracadutisti) — високомобільний елітний рід військ сухопутних військ Італії Збройних сил Італії, який складається з підрозділів легкоозброєної піхоти, призначеної для доставки повітрям в тил противника та ведення активних бойових дій у його тиловій зоні.
За станом на 1 січня 2011 Збройні сили Італії мають одну парашутну бригаду «Фольгоре» у складі сухопутних військ.